# Медресе Сафарін
Медресе Сафарін (араб. مدرسة الصفارين, латиніз. madrasa of the metalworkers) — медресе у Фес-ель-Балі, старому кварталі Медіна Феса, Марокко. Воно було побудоване у 1271 році (670 рік Гіджри) султаном Маринідів Абу Якубом Юсуфом і було першим із багатьох медресе, побудованих династією Маринідів під час їх правління. Медресе Сафарін розташоване на південь від університету Аль-Карауїн (побудований в IX ст.) на площі Сафарін (або площі Сеффаріне), яка названа на честь майстрів-мідників (араб. الصفارين, трансліт. saffarin), які працюють на площі.

## Історія

### Роль медресе в Фесі
Медресе були типом закладів, які виникли в північно-східному Ірані на початку XI століття і поступово поширилися на захід:284–285. Ці заклади служили для підготовки улемів, зокрема з шаріату та юриспруденції (фікг). Медресе в сунітському світі було загалом протилежним гетеродоксальнішим релігійним доктринам, у тому числі доктрині, яку сповідувала династія Альмохадів. Найбільшого поширення медресе набуло в Марокко за династії Маринідів, яка змінила Альмохадів. Для Маринідів медресе відігравали певну роль у зміцненні політичної легітимності їхньої династії. Вони використовували це покровительство, щоб заохотити лояльність впливової, але надзвичайно незалежної релігійної еліти Феса, а також щоб представити себе серед населення як захисників і пропагандистів ортодоксального сунітського ісламу. Медресе також служили для навчання вчених та представників еліти, які керували державною бюрократією.
Медресе Сафарін разом з іншими сусідніми медресе, такими як Аль-Аттарін і Месбахійя, було побудоване в безпосередній близькості від Аль-Карауїн, головного центру навчання у Фесі та історично найважливішого інтелектуального центру Марокко: 40. Медресе відігравали допоміжну роль для Карауїну; на відміну від мечеті, вони забезпечували проживання студентів, особливо тих, хто приїжджав з-за меж Феса:137:110. Багато з цих студентів були бідними, шукали достатньої освіти, щоб отримати вищу посаду в рідних містах, і медресе забезпечували їх основними потребами, такими як житло та хліб:463. Однак медресе також були навчальними закладами самостійно та пропонували власні курси, а деякі улеми створили собі репутацію, викладаючи в певних медресе: 141.  Вони також служили центрами своїх громад і проводили церемонії.

### Історія медресе Сафарін

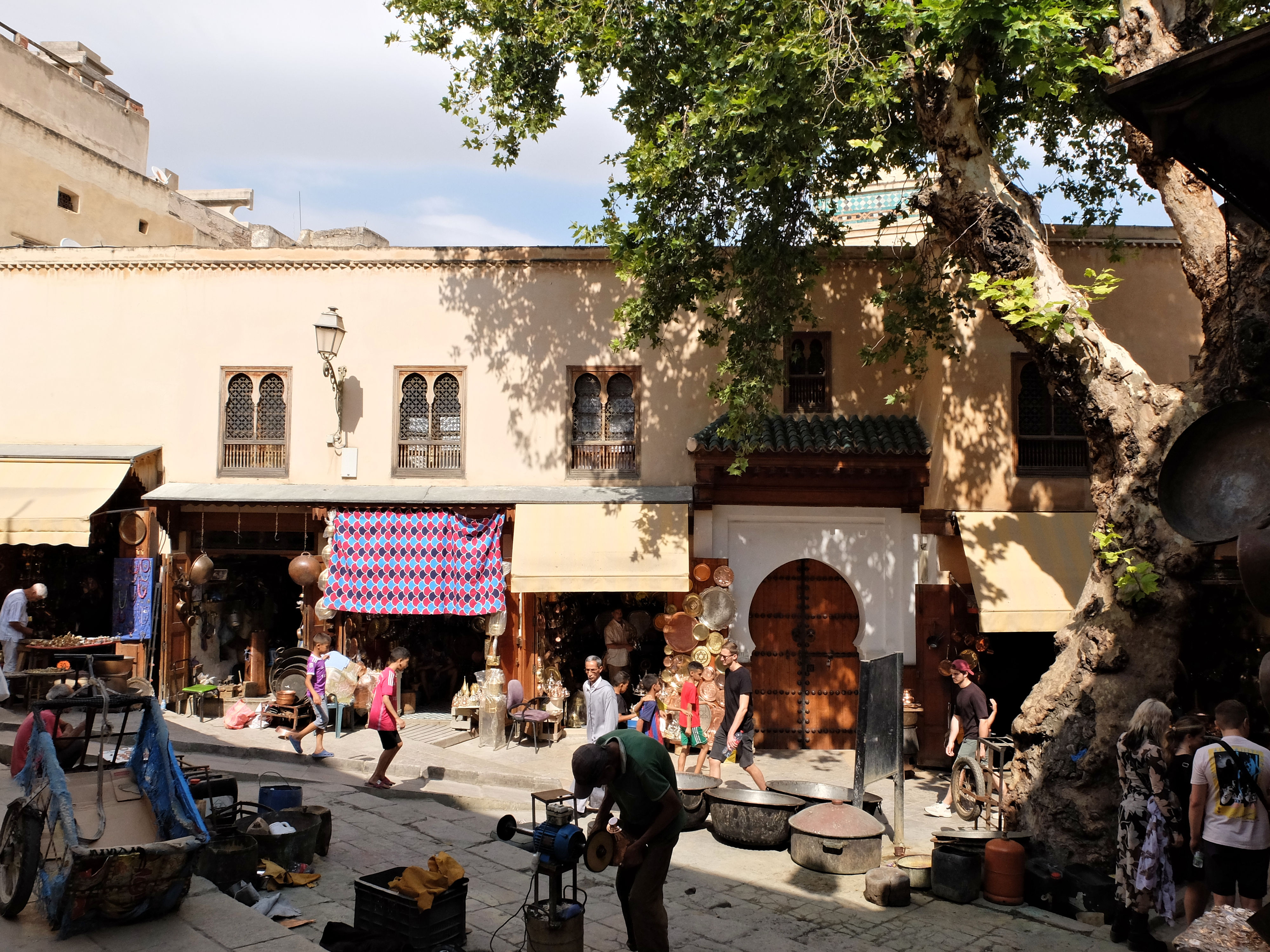
Вид на вхід медресе з площі Сафарін

Медресе Сафарін було першим у своєму роді, побудоване Маринідами. Його було завершено в 1271 році за дорученням султана Абу Якуба Юсуфа, який також був відомим створенням Фес-ель-Дждіда (нової цитаделі Феса та столиці Марокко):286. Медресе іноді називають Медресе Якубія, на честь його імені. Історик XIV ст. Аль-Джазні розповідає, що під час будівництва медресе виникла суперечка щодо вирівнювання кібли його молитовного залу, яке відрізнялося від розташування сусідньої мечеті Карауїн.
Протягом століть медресе в районі Аль-Карауїн також стали відомими тим, що в кожному з них проживали студенти з окремих регіонів Марокко. Ті, хто зупинявся в Медресе Сафарін, зазвичай були з сусіднього Зерхуна, з північного регіону Бені-Зервал і з південного регіону Сус:464.
У XVIII столітті поруч побудували медресе Мохаммадія для розміщення більшої кількості студентів. Вона займає площу 752 кв. м, а також має два поверхи, побудованих навколо довгого двору.
У 1930-х і 1940-х роках площа Сафарін і багато прилеглих будівель були відремонтовані. Сусіднє медресе Мохаммадія також було відремонтовано та розширено за ініціативи Мухаммеда V між 1935 і 1942 роками. До кінця XX ст. медресе було у напівзруйнованому стані й втратило значну частину свого оздоблення:143. У 1960-х роках воно було реставроване і знову відкритий для студентів Університету Карауїн. З ініціативи короля Мохаммеда VI медресе капітально відреставрували у 2016—2017 роках, вартість робіт 8 мільйонів дирхамів. Медресе все ще використовується як житло для студентів університету Аль-Карауїн.

## Архітектура

### План медресе

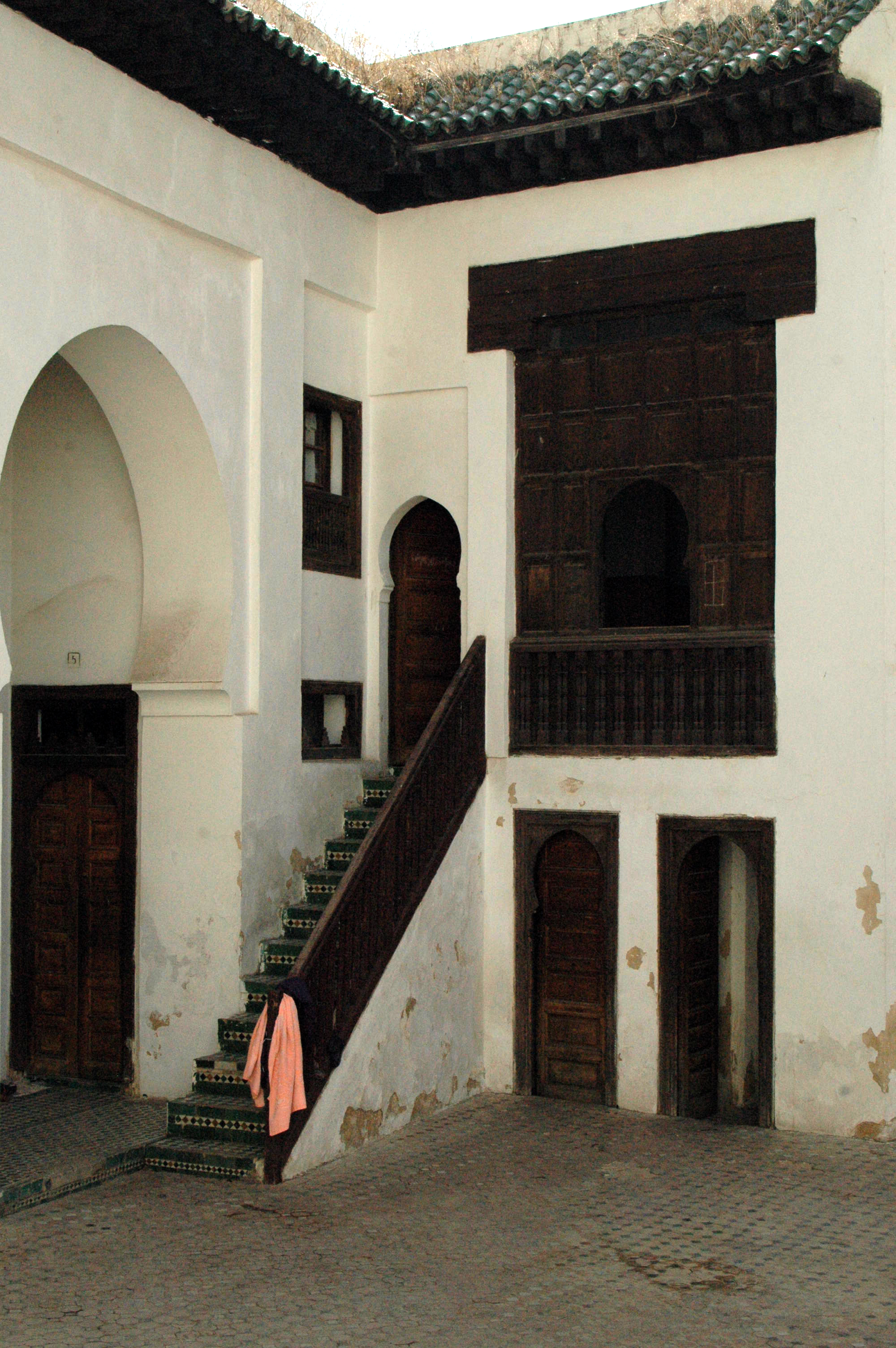
Дверний проріз та частина галереї навколо двору (до недавньої реставрації)

Вхід до медресе здійснюється через зігнутий прохід, який веде прямо до великого прямокутного головного двору (сан), у центрі якого знаходиться великий прямокутний басейн з водою. Навколо цього подвір'я є безліч кімнат, які слугують спальними приміщеннями для студентів:286:212, 216. Біля входу стоїть невеликий цегляний мінарет.
На східній стороні двору, навпроти входу, є велика висока кімната, яка виконувала роль молитовного залу (як маленька мечеть або ораторій). Приміщення покрите пірамідальним дахом і містить міхраб. Однак загальна орієнтація медресе та вирівнювання вуличного фасаду відрізняються від орієнтації кібли (напрямок молитви), тому молитовний зал не вирівнюється з рештою двору і стоїть під кутом до нього.
На північній стороні молитовного залу (і з такою самою орієнтацією), куди можна дістатися через довгий коридор з кута головного двору, знаходиться зал для обмивання (араб. ميضأة, трансліт. mida'a). Він складається з меншого внутрішнього двору з центральним басейном для води, навколо якого розташовано багато невеликих кімнат із вбиральнями:286. Цей зал для обмивання має таке ж розташування, що й молитовний зал, а не решта медресе.

### Декорації та оздоблення медресе

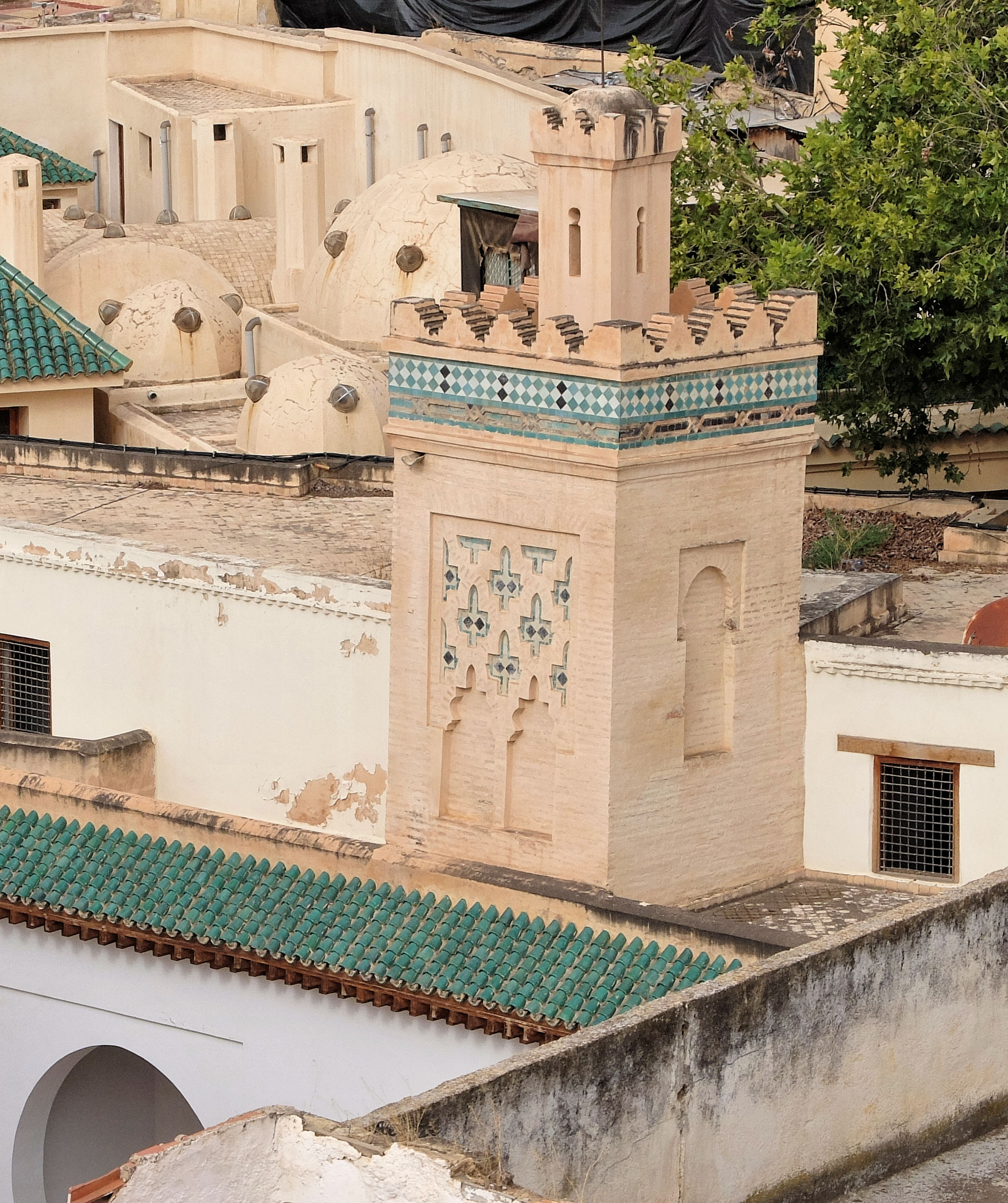
Мінарет

Медресе втратило більшу частину свого оздоблення, але деякі його частини вціліли, особливо в молитовному залі:143:111. Під час останньої реставрації будівлі було відновлено ліпний декор молитовної зали, зосереджений на верхніх стінах. Він містить горизонтальні смуги вишуканих арабських написів, фриз із геометричними мотивами та смугу глухих арок і вікон, заповнених арабесками або геометричними мотивами. Всередині міхрабської ніші знаходиться купол мукарна. Велика пірамідальна дерев'яна стеля кімнати також вишукана. Балки перекриття стелі розташовані так, щоб утворювати власні геометричні візерунки, а центральна частина стелі завершується плоскою зоною з різьбленим куполом мукарна посередині та чотирма меншими куполами по кутах. Під час нещодавньої реставрації були оновлені додаткові прикраси, намальовані на дереві.
Фрагмент ліпного декору зберігся також над входом до медресе, з боку внутрішнього двору. Історик мистецтва Ксав'є Салмон припускає, що спочатку він міг бути частиною декоративної композиції, що обрамляла вхідну арку, подібну до тієї, яку можна побачити в деяких мечетях міста. Невеликий мінарет також прикрашений сліпими підковоподібними арками навколо вікон і смугою простих поліхромних керамічних плиток навколо верхньої частини, тоді як його східний фасад (звернений до внутрішнього двору) покритий мотивом дардж-ва-ктаф або переплетення арки:212, 216.

### Порівняння з пізнішою архітектурою медресе
Медресе має деякі ранні риси, які знову з'явилися в пізніших марокканських медресе, але також відрізняється від інших у важливих аспектах, оскільки це одна з перших спроб архітекторів Маринідів створити спеціально побудоване медресе (яка ще не мала прецедентів у Марокко). І гнутий вхід, і центральний двір з басейном були загальними рисами пізніших медресе. Однак незграбне розташування молитовного залу та інших елементів плану, а також той факт, що спальні кімнати студентів виходили прямо на подвір'я на першому поверсі, — це всі аспекти, які були переглянуті та не повторені в дизайні пізніших медресе. Дизайн пізніших маринідських медресе в XIV ст. засвідчив удосконалення, яке підкреслювало більшу симетрію та регулярність у їх плануванні, а також представляло більш уніфіковану декоративну програму.
Наявність мінарету також не була характерною рисою інших медресе (за винятком медресе Бу Інанія, яке мало особливий статус джума-мечеті), оскільки молитовний зал медресе був зарезервований для його студентів і не був відкритим для публіки, як публічна мечеть:111. Джонатан Блум, зазначивши, що мінарет, здається, побудований не з рівня землі, припускає, що він, ймовірно, був доданий пізніше:179.